# Satyrium erectum
Satyrium erectum là một loài phong lan đặc hữu của tây nam và miền tây tỉnh Cape.

## Hình ảnh

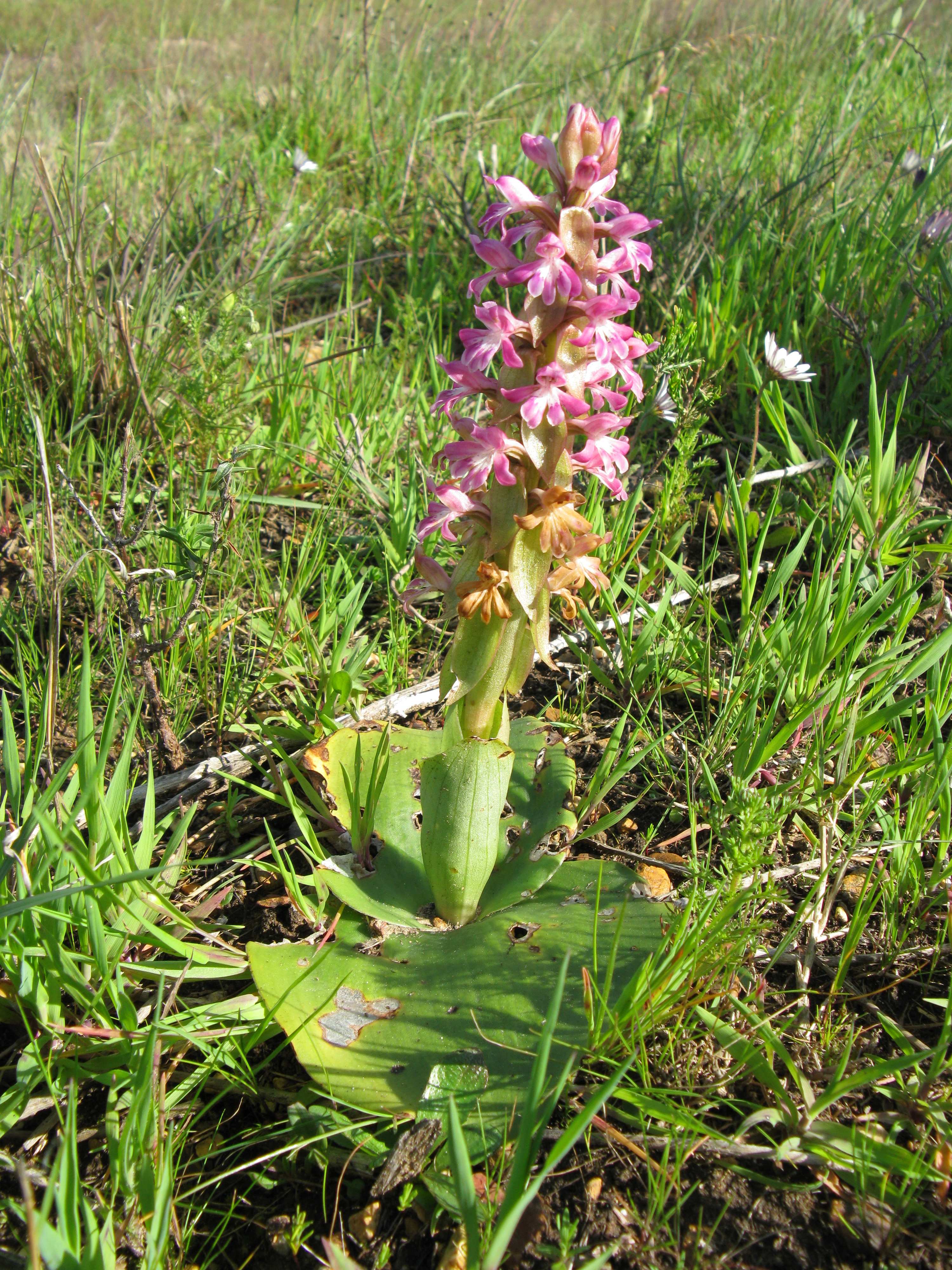
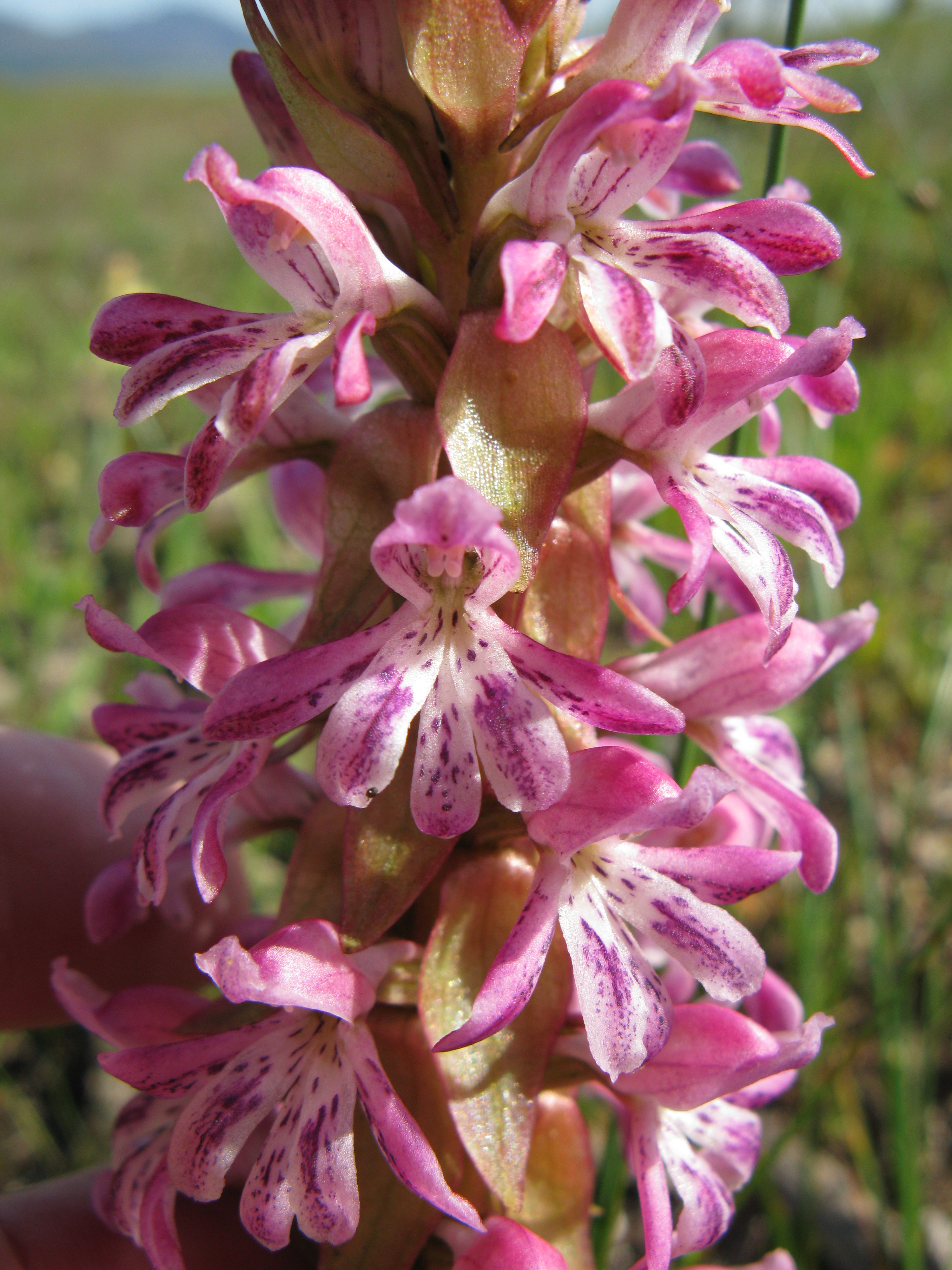
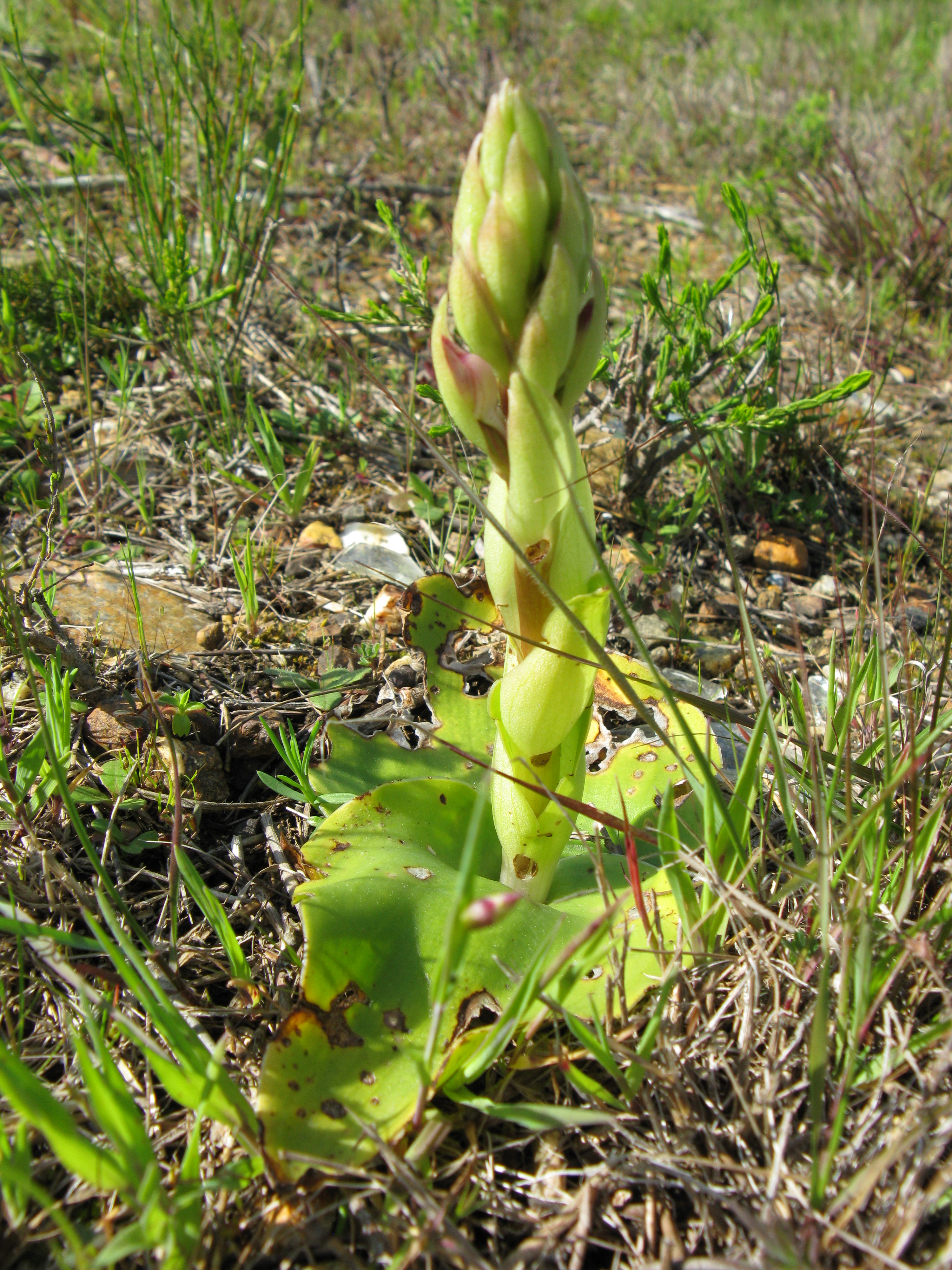
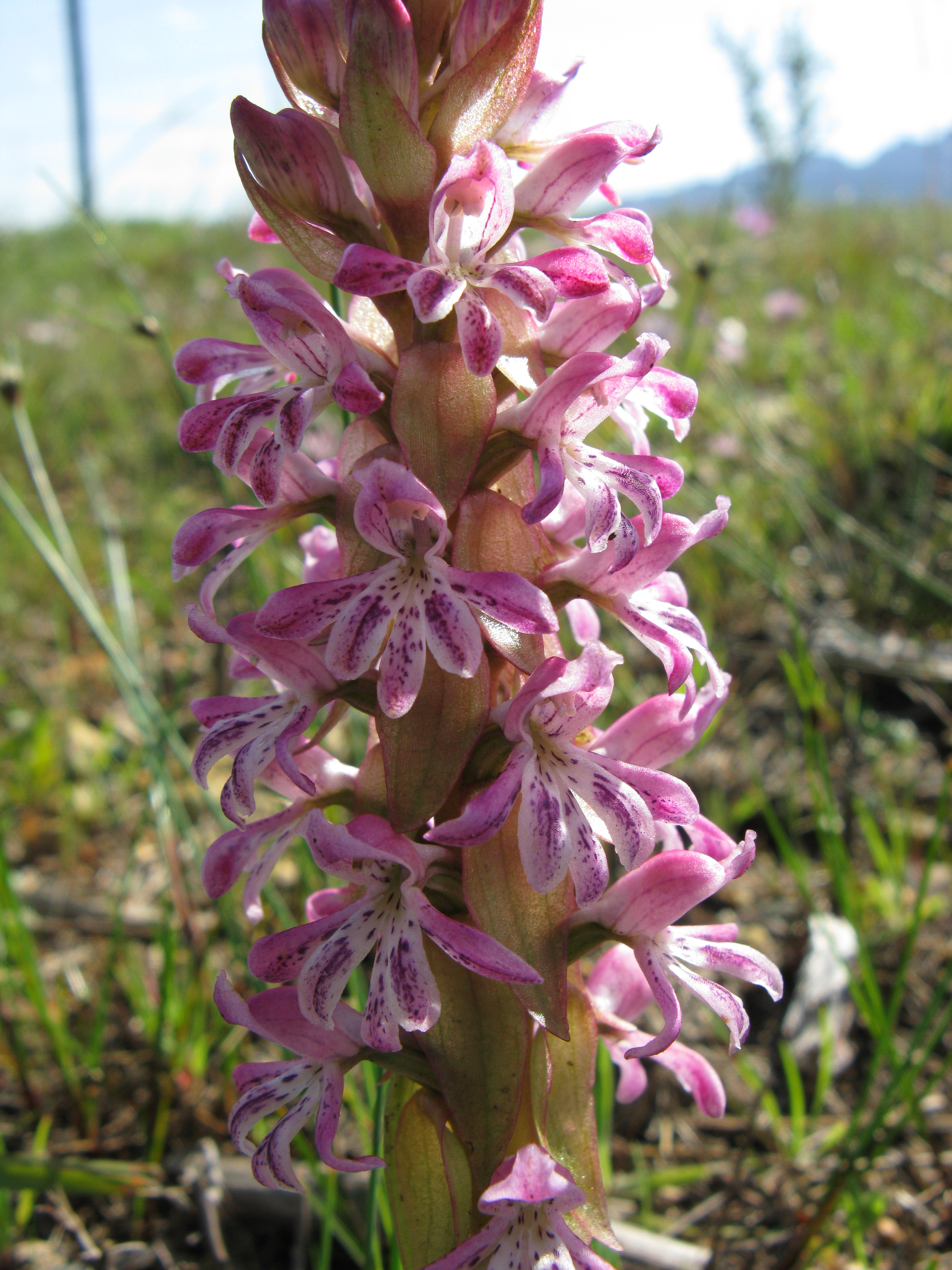